# Horia Aramă
Horia Aramă (geboren am 4. November 1930 in Iași; gestorben am 22. Oktober 2007 in Constanța) war ein rumänischer Science-Fiction-Autor, Verfasser von Kindergedichten, Literaturkritiker und Comicszenarist.

## Werke
- Moartea păsării-săgeată („Der Tod des Pfeilvogels“; Erzählungen, 1966)
- Cosmonautul cel trist (Erzählungen, 1967)
- Țărmul interzis („Das verbotene Ufer“; Roman, 1972)
- Pălăria de pai („Der Strohhut“; Erzählungen, 1974)
- Jocuri de apă (Erzählungen, 1975)
- Verde Aixa („Der grüne Planet Aixa“; Roman, 1976)
- Cetatea Soarelui („Die Sonnenstadt“; Erzählungen, 1978)
- Dincolo de paradis (Erzählungen, 1983)